# Стритфайтеры
Стритфа́йтеры — радикальные участники демонстраций и бунтов, вступающие в уличные бои с полицией и войсками.

## История
- В 1930-е годы происходят постоянные уличные стычки между отрядами фашистских штурмовиков и антифашистских организаций, созданных для самообороны (Ротфронт, а также подобные организации, возникающие у социалистов и анархистов). Ярчайшим примером служит битва на Кабельной улице. Уже в нацистской Германии среди молодежи возникло неформальное движение «Пираты Эдельвейса», участвовавших в постоянных стычках с членами Гитлерюгенда.
- В 1960-е годы традиции стритфайтеров продолжали активисты антивоенного движения и Weatherman (organization) Метеорологи. В некоторых странах, как пример — Италия и Турция, уличные поединки продолжались между левыми и неонацистами.
- В 1970-х и 1980-х большинством активистов уличная борьба как метод была отклонена.
- 1980 — возвращение стрифайтеров в рядах анархистов, в форме «Черного блока» после выступлений в Сиэтле и Вашингтоне, далее в 2000 году в Генуе, и Квебеке в 2001. В тактику «чёрного блока» входит строительство и разбор баррикад, разрушение корпоративной собственности и полицейских транспортных средств, они кидают камнями в окна и полицию, используют зажигательные устройства, такие как Коктейль Молотова. Полицейские в свою очередь избивают демонстрантов, используют слезоточивый газ, Газовый баллончик (англ. pepper spray) и резиновые пули. В Генуе был убит анархист Карло Джулиани. С другой стороны — многие представители альтерглобализма считают что эскалация насилия — это провокация полиции с целью дискредитации движения.
- 2005 год — Французский бунт, связанный со смертью подростков в телефонной будке.
- Декабрь 2008 — убийство пятнадцатилетнего анархиста Александроса Григоропулоса в Греции, приведшего к массовым беспорядкам в Греции

### В России в настоящее время[1]
- 11 апреля 2008 — во время пикета анархистов на Славянской Площади против милицейского произвола после нападения ОМОНа на демонстрантов было впервые (не считая фанатских выступлений) со времён антикапитализма-2002 оказано агрессивное сопротивление ОМОНу: анархисты дрались с ОМОНом и бросались в них стеклянными бутылками. Район Славянской Площади был оцеплен милицией.
- 2009, январь — Москва и Санкт-Петербург — во время шествия анархистов и антифашистов памяти убитых Маркелова и Бабуровой оказано сопротивление ОМОНу[2], были разбиты окна и витрины нескольких офисов, банка и «Макдоналдса», демонстранты блокировали проезжие части перевёрнутыми мусорными урнами. Так же во время стычки с милицией в метро «Третьяковская» были разбиты плафоны. При нападении ОМОНа на анархистов на станции «Охотный Ряд» один милиционер отправлен в больницу.
- 28 июля 2010 года, Химки, кампания по защите Химкинского леса: около 500[3] анархистов и антифашистов разгромили администрацию города Химки, применяя бутылки с зажигательныи смесями, «фаеры» и различные подручные предметы. Милиция прибыла к месту происшествия через 9 минут после произошедшего.

Иногда уличные схватки с полицией бывают итогом всеобщей забастовки, как это случилось в 1919 году во время Winnipeg General Strike, когда комитет местных компаний, настроенный против забастовки нанял сотни мужчин, проинструктированых подавить волнение любой ценой.